# Choczewo
Choczewo (deutsch Chottschow, 1938–1945 Gotendorf; kaschubisch Chòczewò) ist ein Dorf im Powiat Wejherowski (Neustädter Kreis) der polnischen Woiwodschaft Pommern. Es ist Sitz der gleichnamigen Landgemeinde.

## Geographische Lage
Das Dorf liegt in Hinterpommern, etwa zehn Kilometer von der Ostseeküste entfernt, westlich des Jezioro Choczewskie (Chottschower See) und etwa 25 Kilometer nordnordöstlich von Lębork (Lauenburg in Pommern).

Chottschow, nordnordöstlich von Lauenburg in Pommern und ostsüdöstlich von Leba, auf einer Landkarte von 1910.

## Geschichte

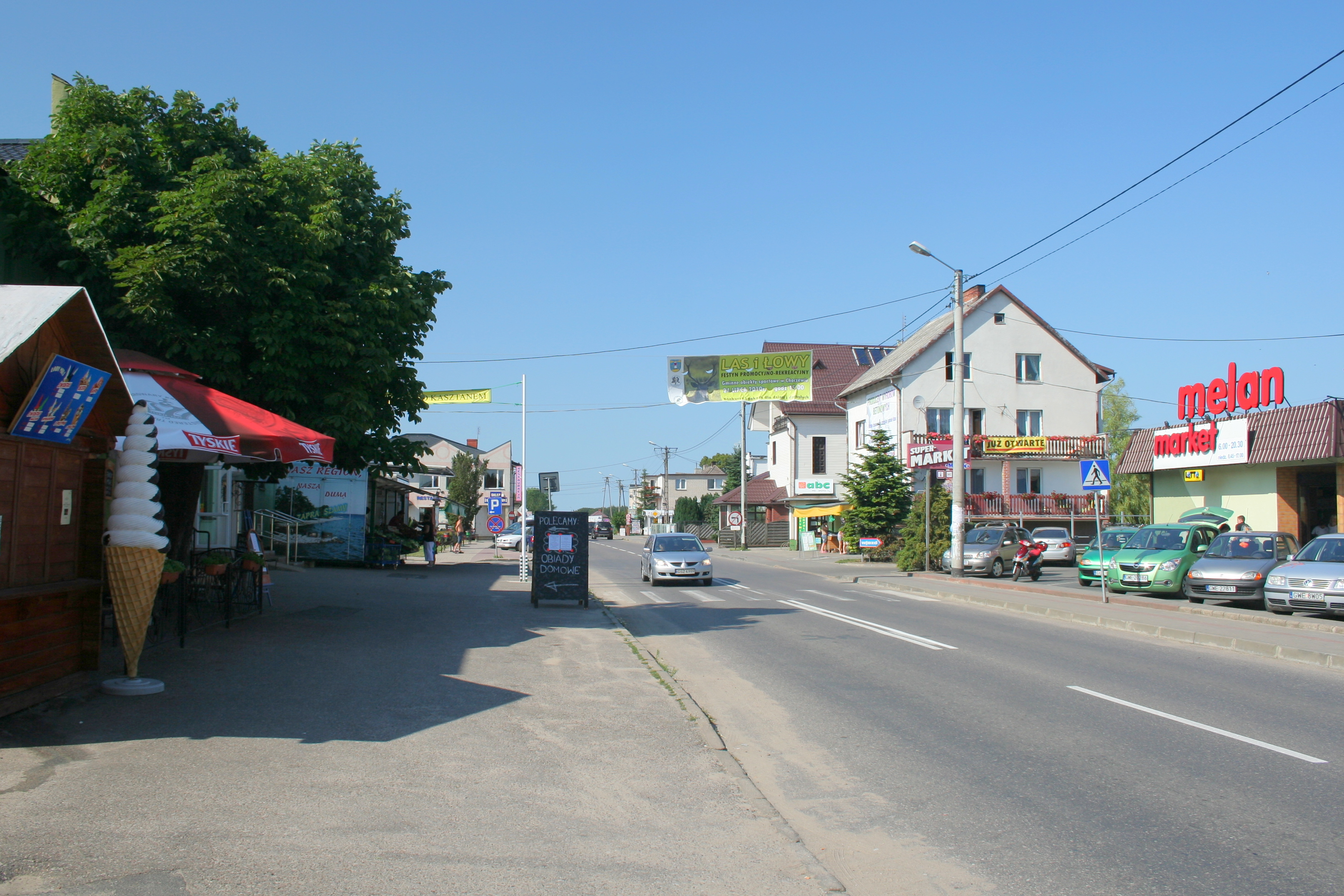
Dorfstraße (2010)

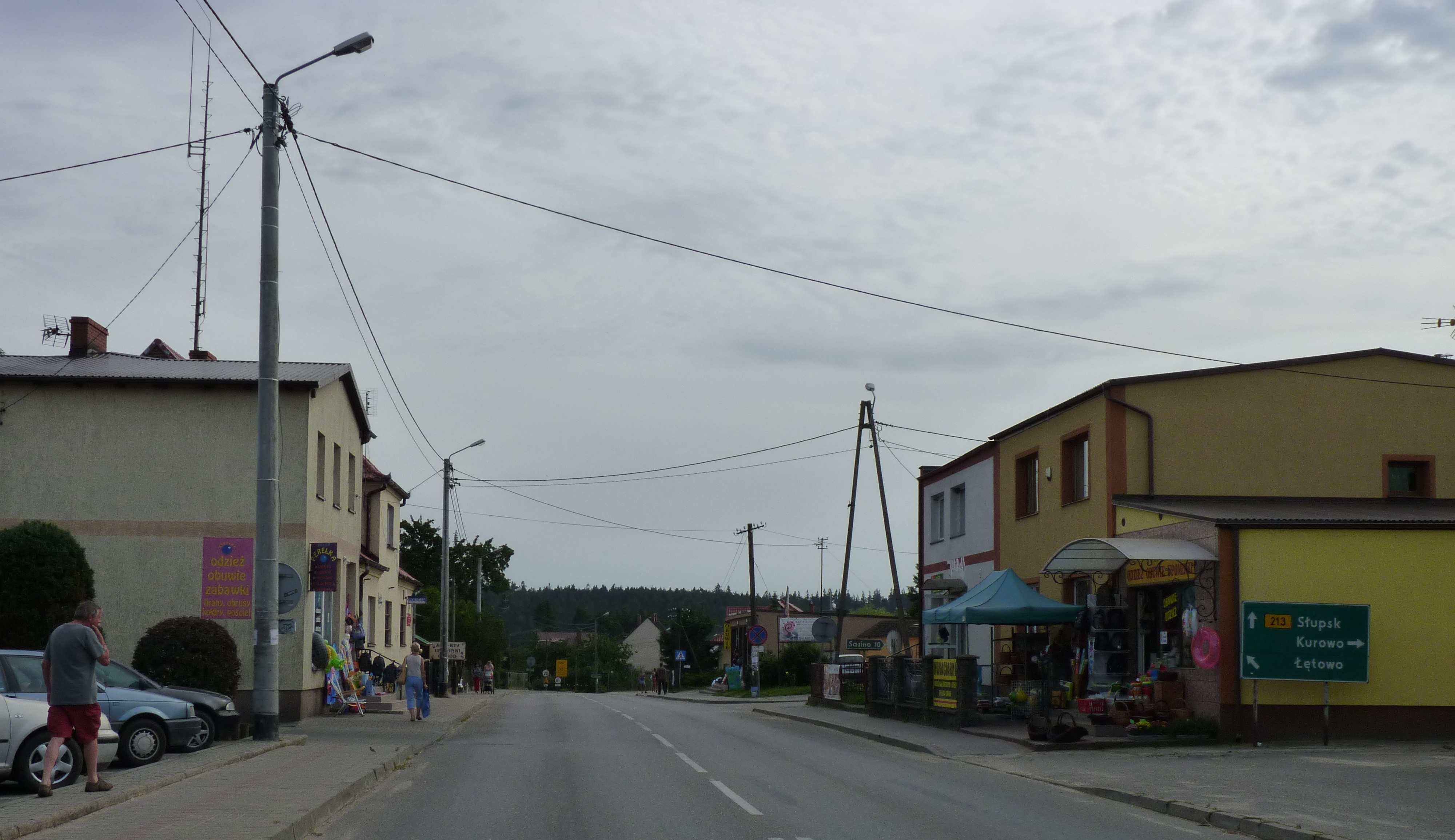
Ortszentrum (2012)

Um das Jahr 1782 gab es in Chhottschow oder Choczau ein Vorwerk, drei Bauernhöfe, eine Schmiede und ein Schulhaus; zum Dorf gehörte die Hälfte des seinerzeit noch so genannten Chottschower Sees. Das Dorf befand sich um diese Zeit im Besitz des Lieutenants Adam Wilhelm von Dziczelsky. 1813 hatte sich das Patrimonialgericht in Chottschow mit der Versteigerung von Gehöften zu befassen, deren Besitzer infolge der  Befreiungskriege in wirtschaftliche Not geraten waren.
Im Jahre 1910 waren in Chottschow (Gemeinde und Gutsbezirk) 492 Einwohner registriert.

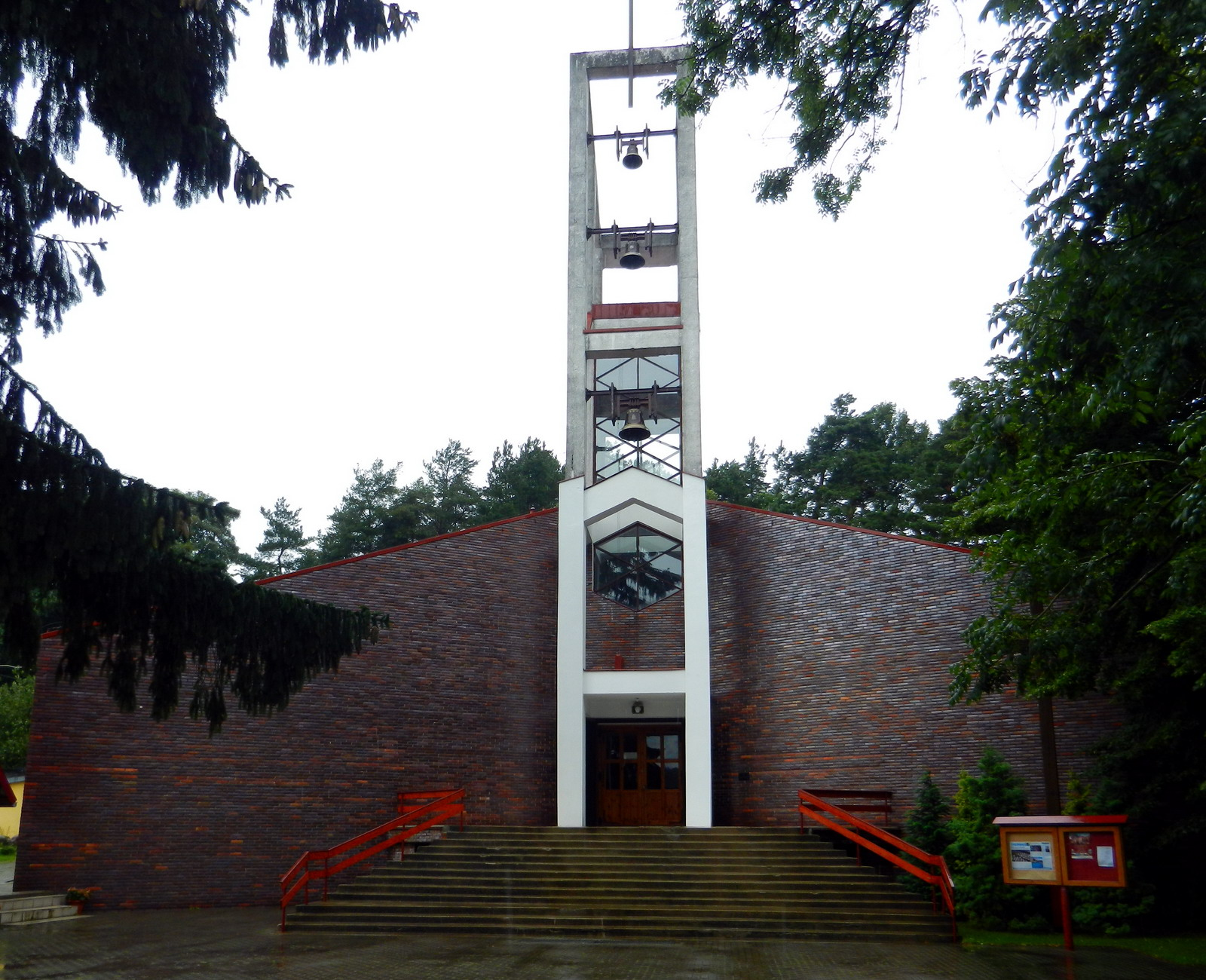
Kirche in Choczewo.

Am 1. April 1927 hatte das Gut Chottschow eine Flächengröße von 721 Hektar, und am 16. Juni 1925 hatte der Gutsbezirk 174 Einwohner. Am 30. September 1928 wurde der Gutsbezirk Chottschow in die Landgemeinde Chottschow eingegliedert.

Ehemaliges Gutshaus Gotendorf
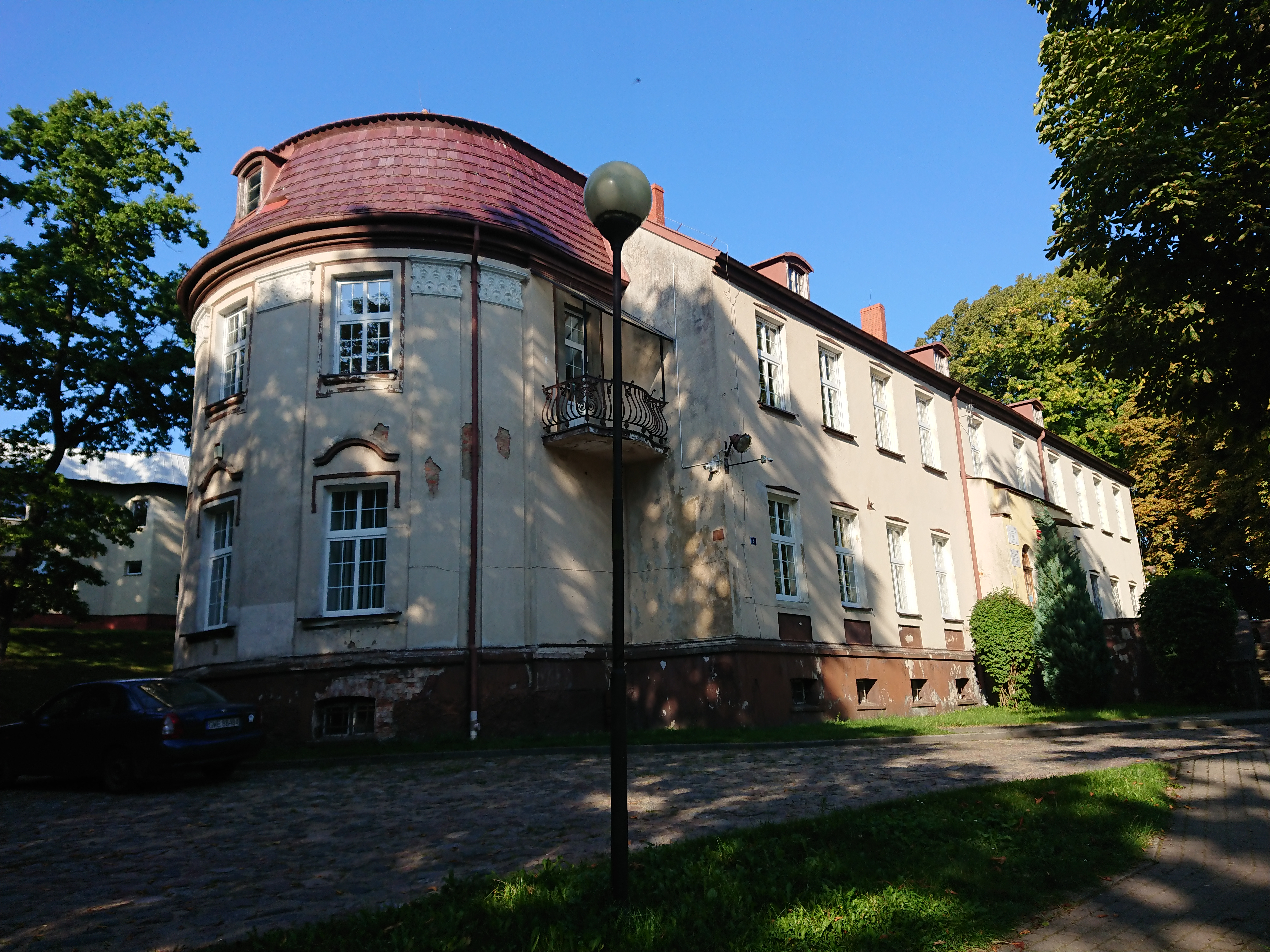
September 2020
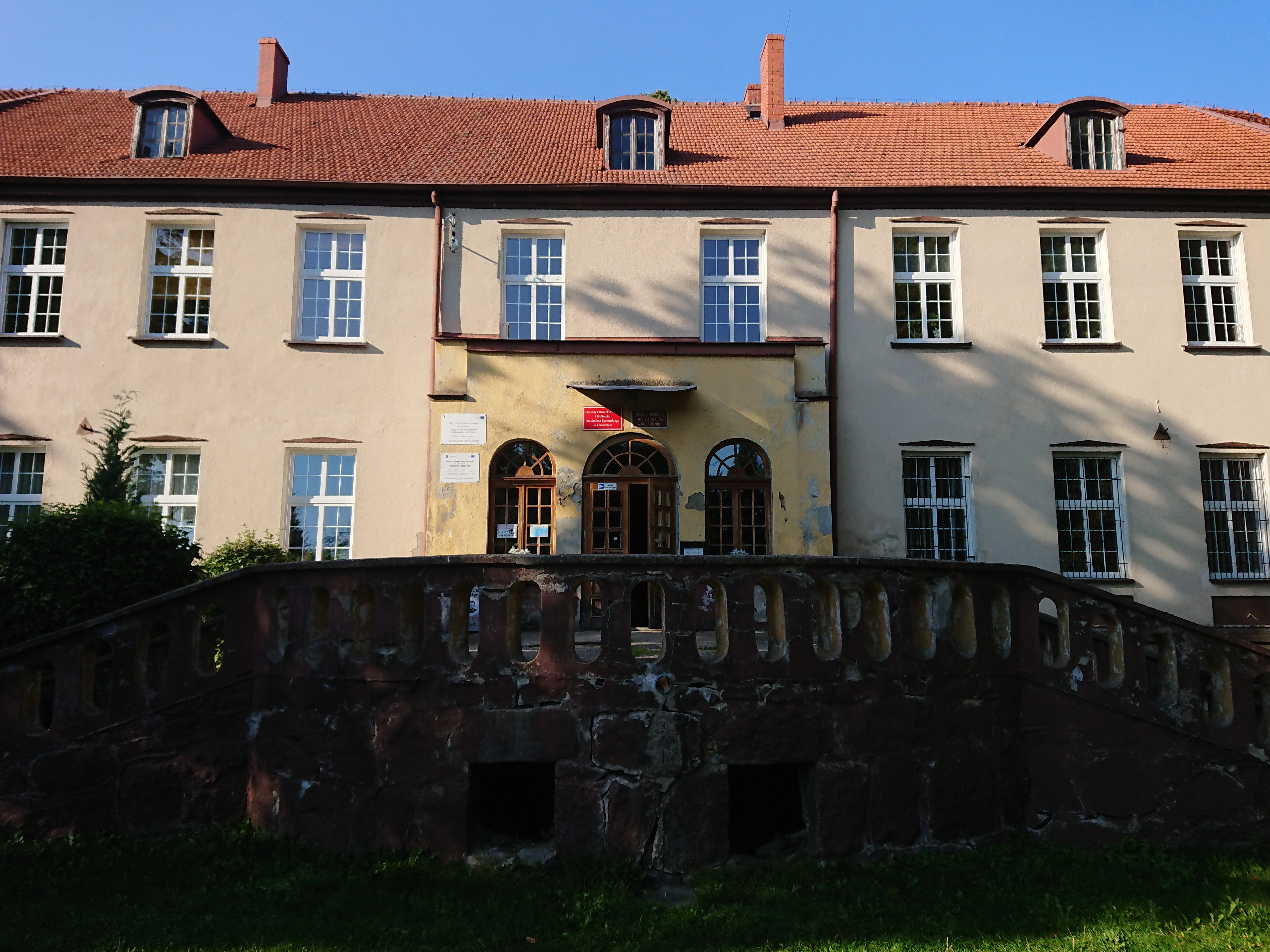
September 2020
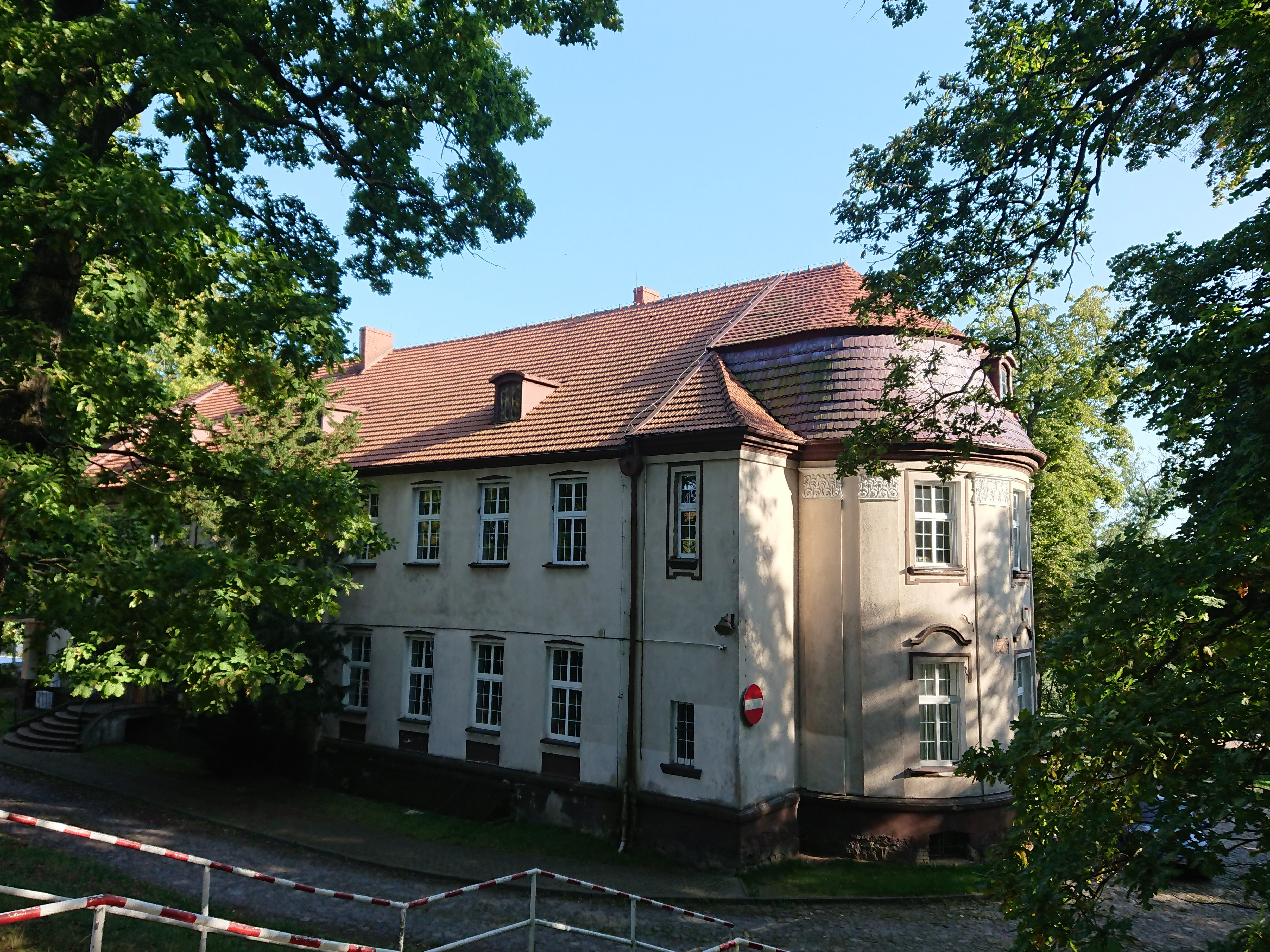
September 2020

Anfang der 1930er Jahre hatte die  Landgemeinde Chottschow eine Flächengröße von 9,3 km². Innerhalb der Gemeindegrenzen, wo Chottschow die einzige Wohnstätte war, standen 54 bewohnte Wohnhäuser. Um 1935 gab es in Chottschow unter anderem einen Gasthof, eine Niederlassung der Kreissparkasse, eine Spar- und Darlehnskasse, drei Gemischtwarenläden, eine Fischhandlung, eine Apotheke, eine Molkerei, eine Mühle, eine Schmiede, eine Stellmacherei und eine Tischlerei. Die Einwohnerzahl stieg bis 1933 auf 569 und bis 1939 auf 599.
Bis 1945 bildete das Dorf eine Landgemeinde im Landkreis Lauenburg i. Pom. im Regierungsbezirk Köslin der preußischen Provinz Pommern des Deutschen Reichs. Mit den Gemeinden Groß Lüblow, Kerschkow, Klein Lüblow, Sterbenin und Wittenberg war der Ort in den Amtsbezirk Ossecken eingegliedert, gehörte zum Standesamtsbezirk Ossecken, aber zum Amtsgerichtsbereich Lauenburg in Pommern.
Gegen Ende des Zweiten Weltkriegs besetzte im Frühjahr 1945 die Rote Armee die Region. Bald darauf wurde die Region zusammen mit ganz Hinterpommern von der Sowjetunion der Volksrepublik Polen zur Verwaltung überlassen. In Gotendorf begann anschließend die Zuwanderung polnischer Zivilisten, von denen die einheimischen Dorfbewohner aus ihren Häusern und Gehöften gedrängt wurden. In der darauf folgenden Zeit wurden die eingesessenen Dorfbewohner von der örtlichen polnischen Verwaltungsbehörde aus Gotendorf vertrieben.
Seit 1945 ist das Dorf ein Ortsteil der gleichnamigen Gmina, die zum Powiat Wejherowski innerhalb der Woiwodschaft Pommern (1975 bis 1998 Woiwodschaft Danzig) gehört. In dem Dorf leben heute 1310 Einwohner.
Der Standort des ersten polnischen Atomkraftwerkes, das eine Leistung von mehr als einem Gigawatt haben soll, ist an der Ostsee in der Nähe des Ortes Choczewo geplant. Hier soll Meerwasser zur Kühlung des Reaktors verwendet werden. Die Inbetriebnahme soll frühestens 2033 erfolgen.

## Kirche

### Kirchspiel bis 1945
Vor 1945 war der überwiegende Teil der Einwohnerschaft von Chottschow evangelischer Konfession. Das Dorf hatte kein eigenes Gotteshaus. Kirchort war Ossecken, dessen Parochie eine der größten im Kirchenkreis Lauenburg in Pommern in der Kirchenprovinz Pommern der Kirche der Altpreußischen Union war. Im Jahre 1940 zählte das Kirchspiel Ossecken 3321 Gemeindeglieder.
Das katholische Kirchspiel war in Wierschutzin.

### Polnisches Kirchspiel seit 1945
Die seit 1945 und Vertreibung der einheimischen Dorfbewohner anwesende polnische Einwohnerschaft ist mit wenigen Ausnahmen katholisch. Der Ort ist Sitz einer polnischen Pfarrei (Parafia MB Królowej Polski - Pfarrei der Gottesmutter, Königin Polens) im Dekanat Gniewino (Gnewin) im Bistum Pelplin der Römisch-katholischen Kirche in Polen.
Hier lebende evangelische Polen sind dem Pfarramt in Stolp in der Diözese Pommern-Großpolen der Evangelisch-Augsburgischen Kirche in Polen zugeordnet, das eine gottesdienstliche Außenstation in Lauenburg i. Pom. unterhält.

## Verkehr
Zu dem Ort führt die Woiwodschaftsstraße 213, die Celbowo (Celbau) über Krokowa (Krockow) mit Wicko (Vietzig), Główczyce (Glowitz) und Słupsk (Stolp) verbindet.
Die ehemalige Kreisstadt Lębork (Lauenburg in Pommern),  und die jetzige Kreisstadt Wejherowo (Neustadt in Westpreußen, 28 Kilometer entfernt) sind jeweils über gut ausgebaute Nebenstraßen direkt zu erreichen.
Eine Bahnanbindung besteht seit 2004 nicht mehr.

## Gmina Choczewo
Der Verwaltungsbezirk Gmina Choczewo ist eine Landgemeinde und umfasst eine Fläche von 183,23 km². In der Gemeinde leben über 5500 Menschen.